# Françoise de Lansac
Françoise de Courtenvaux de Souvré (1582-1657), dame de Lansac, est gouvernante des enfants de France de 1638 à 1643.

## Biographie
Fille de Gilles de Courtenvaux de Souvré, elle est la sœur aînée de Gilles de Souvré, évêque d'Auxerre, de Jacques de Souvré, prieur de France de l'ordre de Saint-Jean de Jérusalem, et de la femme de lettres Madeleine de Souvré. Elle épouse en 1601 Artus de Saint-Gelais, seigneur de Lansac, fils de Guy de Saint-Gelais de Lansac. Par son fils Gilles, elle est la grand-mère d'Anne-Armande de Saint-Gelais de Lansac, duchesse de Créquy et première dame d'honneur de la reine Marie-Thérèse d'Autriche et par sa fille Françoise, marquise de Toucy, elle est la grand-mère de Louise de Prie, elle aussi gouvernante des enfants de France entre 1661 et 1709.
Elle est une parente éloignée du cardinal de Richelieu. En 1638, le roi Louis XIII et le cardinal réorganisent la maison de la reine et remplacent toute personne considérée comme déloyale par leurs propres partisans. Par conséquent, Françoise de Lansac devient gouvernante des enfants royaux, mais quand la reine Anne d'Autriche devient régente en 1643, elle est remplacée par Marie-Catherine de La Rochefoucauld.

## Sources
- Kleinman, Ruth: Anne of Austria. Queen of France.  (ISBN 0-8142-0429-5). Ohio State University Press (1985)